# Восточное (Крым)
Восто́чное (до 1945 года Уч-Кую́; укр. Восточне, крымскотат. Üç Quyu, Учь Къую) — село в Советском районе Республики Крым, входит в состав Ильичёвского сельского поселения (согласно административно-территориальному делению Украины — Ильичёвского сельского совета Автономной Республики Крым).

## Население
| 2001 | 2014 |
| ---- | ---- |
| 700  | ↘592 |

Всеукраинская перепись 2001 года показала следующее распределение по носителям языка
| Язык             | Процент |
| ---------------- | ------- |
| русский          | 51.71   |
| крымскотатарский | 38      |
| украинский       | 7.57    |
| другие           | 0.43    |

### Динамика численности
| - 1805 год — 229 чел. - 1864 год — 18 чел. - 1889 год — 49 чел. - 1892 год — 76 чел. - 1902 год — 40 чел. - 1915 год — 0 чел. | - 1926 год — 113 чел. - 1939 год — 635 чел. - 2001 год — 700 чел. - 2009 год — 714 чел. - 2014 год — 592 чел. |

## Современное состояние
На 2017 год в Восточном числится 9 улиц; на 2009 год, по данным сельсовета, село занимало площадь 102 гектара на которой, в 270 дворах, проживало 714 человек. В селе действует сельский дом культуры, отделение почты России, библиотека-филиал № 3, фельдшерско-акушерский пункт, мечеть «Уч-Кую джамиси». Восточное связано автобусным сообщением с райцентром, Симферополем, городами Крыма и соседними населёнными пунктами.

## География
Восточное — село на юго-востоке района, в степном Крыму на правом берегу реки Мокрый Индол, у границы с Кировским районом, высота центра села над уровнем моря — 54 м. Ближайшие сёла — Речное в 1,5 км на юг, Пушкино в 4,5 км на юго-запад и Георгиевка в 2 км на север. Райцентр Советский — примерно в 18 километрах (по шоссе), ближайшая железнодорожная станция — Новофёдоровка (на линии Джанкой — Феодосия) — около 16 километров. Транспортное сообщение осуществляется по региональной автодороге 35Н-582 Советский — Старый Крым (по украинской классификации — С-0-11425).

## История
Первое документальное упоминание села встречается в Камеральном Описании Крыма… 1784 года, судя по которому, в последний период Крымского ханства Учкую входил в Ширинский кадылык Кефинскаго каймаканства. После присоединения Крыма к России (8) 19 апреля 1783 года, (8) 19 февраля 1784 года, именным указом Екатерины II сенату, на территории бывшего Крымского Ханства была образована Таврическая область и деревня была приписана к Левкопольскому, а после ликвидации в 1787 году Левкопольского — к Феодосийскому уезду Таврической области. После Павловских реформ, с 1796 по 1802 год, входила в Акмечетский уезд Новороссийской губернии. По новому административному делению, после создания 8 (20) октября 1802 года Таврической губернии, Уч-Кую был включён в состав Байрачской волости Феодосийского уезда.
По Ведомости о числе селений, названиях оных, в них дворов… состоящих в Феодосийском уезде от 14 октября 1805 года , в деревне Уч-кую числилось 40 дворов и 229 жителей крымских татар. На военно-топографической карте генерал-майора С. А. Мухина 1817 года деревня Учкую обозначена с 34 дворами. После реформы волостного деления 1829 года Уч-Кую, согласно «Ведомости о казённых волостях Таврической губернии 1829 года», определили центром Учкуйской волости (переименованной из Байрачской). На карте 1836 года в деревне 37 дворов, как и на карте 1842 года.
В 1860-х годах, после земской реформы Александра II, деревню приписали к Шейих-Монахской волости. Согласно «Памятной книжке Таврической губернии за 1867 год», деревня Учкую была покинута жителями в 1860—1864 годах, в результате эмиграции крымских татар, особенно массовой после Крымской войны 1853—1856 годов, в Турцию и оставалась в развалинах. Согласно «Списку населённых мест Таврической губернии по сведениям 1864 года», составленному по результатам VIII ревизии 1864 года, Учкую — владельческая русская деревня с 3 дворами и 18 жителями при речке Мокром Эндоле. Если на трехверстовой карте Шуберта 1865 года ещё обозначена деревня Уч-Кую, то на карте, с корректурой 1876 года, Учкую господский дом.
По «Памятной книге Таврической губернии 1889 года», по результатам Х ревизии 1887 года, вместе в двух деревнях Уч-Кую и Шакул числилось 8 дворов и 49 жителей. По «…Памятной книжке Таврической губернии на 1892 год» в безземельной деревне Учкую, не входившей ни в одно сельское общество, было 76 жителей, у которых домохозяйств не числилось, но так обычно записывались недолговечные поселения арендаторов, а в Цюрихтальской волости, согласно «…Памятной книжке Таврической губернии на 1892 год», Учкуя числилось в списке экономий и разорённых деревень, жители коих живут в разных местах.
После земской реформы 1890-х годов деревню приписали к Цюрихтальской волости. Впоследствии селение перешло в собственность крымского немца Лизе и в «Памятной книжка Таврической губернии на 1902 год» значится экономия Учкую с 40 жителями в 1 домохозяйстве. По Статистическому справочнику Таврической губернии. Ч.II-я. Статистический очерк, выпуск пятый Феодосийский уезд, 1915 год, в имении Учкую (Я. И. Лизе) Цюрихтальской волости Феодосийского уезда числился 1 двор без населения. В имении числилось 684 десятины удобной земли, вхозяйстве имелось 2 лошади и 3 коровы.
После установления в Крыму Советской власти, по постановлению Крымревкома № 206 «Об изменении административных границ» от 8 января 1921 года была упразднена волостная система и село вошло в состав Владиславовского района Феодосийского уезда, а в 1922 году уезды получили название округов. 11 октября 1923 года, согласно постановлению ВЦИК, в административное деление Крымской АССР были внесены изменения, в результате которых округа ликвидировались и Владиславовский район стал самостоятельной административной единицей. Декретом ВЦИК от 4 сентября 1924 года «Об упразднении некоторых районов Автономной Крымской С. С. Р.» Владиславовский район в октябре 1924 года был преобразован в Феодосийский и село включили в его состав. Согласно Списку населённых пунктов Крымской АССР по Всесоюзной переписи 17 декабря 1926 года, в селе Учкую, Ак-Кобекского сельсовета Феодосийского района, числилось 24 двора, все крестьянские, население составляло 113 человек, из них 69 русских, 39 немцев, 4 еврея и 1 украинец. Постановлением ВЦИК «О реорганизации сети районов Крымской АССР» от 30 октября 1930 года Феодосийский район был упразднён и был создан Сейтлерский район (по другим сведениям 15 сентября 1931 года), в который включили село, а с образованием в 1935 году Ичкинского — в состав нового района. Видимо, в ходе той же реорганизации, был образован Учкуйский сельсовет, поскольку на 1940 год он уже существовал. По данным всесоюзная перепись населения 1939 года в селе проживало 635 человек. Вскоре после начала Великой Отечественной войны, 18 августа 1941 года крымские немцы были выселены, сначала в Ставропольский край, а затем в Сибирь и северный Казахстан.

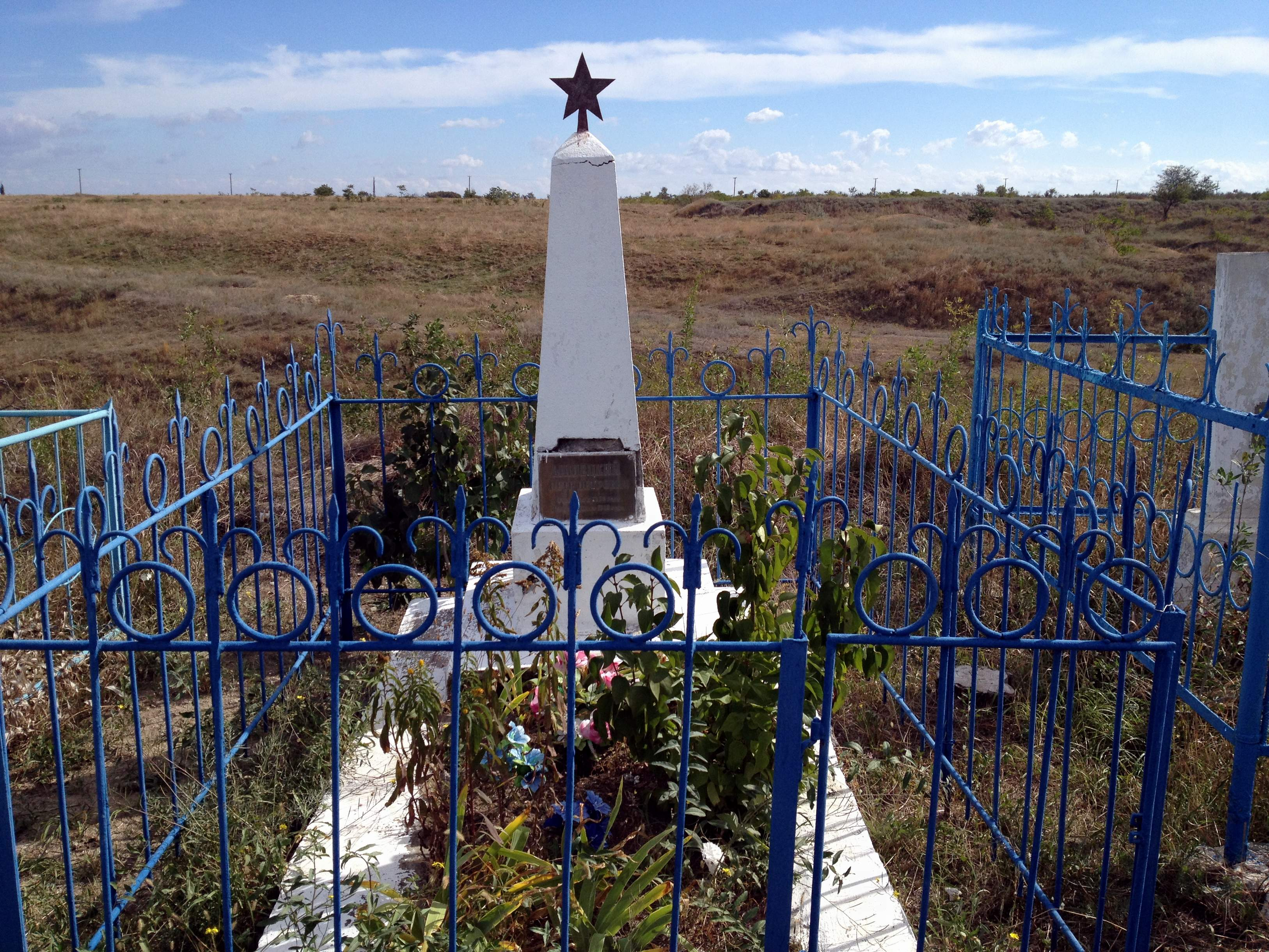
Братская могила партизан.

В годы Великой Отечественной войны на фронтах и в партизанских отрядах сражались и жители Учкую. В их честь в центре села установлен памятный знак. 23 февраля 1943 года бойцы Ичкинского партизанского отряда Иван Николаевич Рак и Терентий Кузьмич Черняков погибли в бою с карателями и были похоронены на сельском кладбище. В 1954 году на могиле партизан установлен памятник — бетонная пирамида. Постановлением Совета министров Республики Крым № 627 от 20 декабря 2016 года отнесённый к категории объектов культурно-исторического наследия России регионального значения.
После освобождения Крыма от фашистов, 12 августа 1944 года было принято постановление № ГОКО-6372с «О переселении колхозников в районы Крыма» и в сентябре 1944 года в район приехали первые новоселы (180 семей) из Тамбовской области, а в начале 1950-х годов последовала вторая волна переселенцев из различных областей Украины. Указом Президиума Верховного Совета РСФСР от 21 августа 1945 года Учкуй был переименован в Восточное и Учкуйский сельсовет — в Восточновский. С 25 июня 1946 года Восточное в составе Крымской области РСФСР. 26 апреля 1954 года Крымская область была передана из состава РСФСР в состав УССР, в том же году Восточненский сельсовет был объединён с Шахтинским и создан Ильичёвский (в котором село состоит всю дальнейшую историю). Указом Президиума Верховного Совета УССР «Об укрупнении сельских районов Крымской области», от 30 декабря 1962 года Советский район был упразднён и село присоединили к Нижнегорскому. 8 декабря 1966 года Советский район был восстановлен и село вновь включили в его состав. С 12 февраля 1991 года село в восстановленной Крымской АССР, 26 февраля 1992 года переименованной в Автономную Республику Крым. С 21 марта 2014 года в составе Крыма аннексировано Россией.

## Заречье
В период с 1954 по 1968 годы к Восточному присоединили село Заречье, которое более ни в каких доступных источниках не встречается.